# Spagnolo Abati
Spagnolo Abati (Bologna, 1240 – 1292) è stato un giurista italiano.

## Biografia
Laureato nel 1263, fu avvocato e professore di diritto dello Studio bolognese dal 1269. Politicamente, secondo le tradizioni familiari, fu ghibellino e apprezzato dal figlio di Federico II, re Enzo, che nel suo testamento (1272) gli legò la somma di mille libbre.
Con tutta la famiglia e ben 12 000 bolognesi (tra i quali il poeta Guido Guinizelli) del partito della più influente famiglia ghibellina della città, i Lambertazzi, rivale dei guelfi Geremei, fu cacciato dalla città nel giugno del 1274 e i suoi beni furono confiscati. Rientrato a Bologna con gli altri ghibellini nel 1277, fece parte della delegazione inviata a Roma da papa Niccolò III per trattare le condizioni di una possibile convivenza delle fazioni rivali, ma la pace, stipulata il 4 agosto 1279, fu rotta ancora nel 1280 e l'Abati dovette prendere nuovamente la via dell'esilio.
In un documento legale dell'8 gennaio 1293 la moglie Beatrice è citata come sua esecutrice testamentaria.